# Tetrastichus ardisiae
Tetrastichus ardisiae is een vliesvleugelig insect uit de familie Eulophidae. De wetenschappelijke naam is voor het eerst geldig gepubliceerd in 1931 door Ishii.